# Aire urbaine de Narbonne
L'aire urbaine de Narbonne est une aire urbaine française centrée sur l'unité urbaine de Narbonne. Composée de 24 communes situées dans l'Aude, elle comptait 95 116 habitants en 2017.

## Caractéristiques
En 2020, l'Insee définit un nouveau zonage d'étude : les aires d'attraction des villes. L'aire d'attraction de Narbonne remplace désormais son aire urbaine, avec un périmètre différent.

## Composition
Lors du découpage de la France en zones urbaines effectué en 1999 par l'INSEE, l'aire urbaine de Narbonne était composée de 24 communes. Lors du redécoupage de 2010, l'aire urbaine a perdu les communes d'Argeliers, Bize-Minervois, Fleury, Gruissan, Port-la-Nouvelle, Pouzols-Minervois et Salles-d'Aude tout en gagnant celles de Canet et Saint-André-de-Roquelongue.
| Nom                        | Code Insee | Statut | Superficie (km2) | Population (dernière pop. légale) | Densité (hab./km2) |
| -------------------------- | ---------- | ------ | ---------------- | --------------------------------- | ------------------ |
| Armissan                   | 11014      |        | 12,51            | 1 474 (2022)                      | 118                |
| Bages                      | 11024      |        | 12,53            | 750 (2022)                        | 60                 |
| Bizanet                    | 11040      |        | 37,09            | 1 749 (2022)                      | 47                 |
| Canet                      | 11067      |        | 14,04            | 1 853 (2022)                      | 132                |
| Coursan                    | 11106      |        | 24,61            | 5 762 (2022)                      | 234                |
| Cuxac-d'Aude               | 11116      |        | 21,54            | 4 070 (2022)                      | 189                |
| Ginestas                   | 11164      |        | 9,5              | 1 579 (2022)                      | 166                |
| Marcorignan                | 11217      |        | 5,64             | 1 318 (2022)                      | 234                |
| Mirepeisset                | 11233      |        | 5,19             | 743 (2022)                        | 143                |
| Montredon-des-Corbières    | 11255      |        | 17,15            | 1 477 (2022)                      | 86                 |
| Moussan                    | 11258      |        | 14,88            | 2 079 (2022)                      | 140                |
| Narbonne                   | 11262      |        | 172,96           | 56 692 (2022)                     | 328                |
| Névian                     | 11264      |        | 14,25            | 1 283 (2022)                      | 90                 |
| Ouveillan                  | 11269      |        | 29,98            | 2 635 (2022)                      | 88                 |
| Peyriac-de-Mer             | 11285      |        | 26,92            | 1 191 (2022)                      | 44                 |
| Raissac-d'Aude             | 11307      |        | 5,93             | 234 (2022)                        | 39                 |
| Saint-André-de-Roquelongue | 11332      |        | 30,81            | 1 400 (2022)                      | 45                 |
| Saint-Marcel-sur-Aude      | 11353      |        | 8,37             | 2 019 (2022)                      | 241                |
| Saint-Nazaire-d'Aude       | 11360      |        | 8,63             | 2 104 (2022)                      | 244                |
| Sainte-Valière             | 11366      |        | 6,39             | 524 (2022)                        | 82                 |
| Sallèles-d'Aude            | 11369      |        | 12,55            | 3 104 (2022)                      | 247                |
| Ventenac-en-Minervois      | 11405      |        | 6,2              | 587 (2022)                        | 95                 |
| Villedaigne                | 11421      |        | 2,49             | 573 (2022)                        | 230                |
| Vinassan                   | 11441      |        | 8,96             | 2 665 (2022)                      | 297                |

## Évolution démographique
L'évolution démographique ci-dessous concerne l'aire urbaine selon le périmètre défini en 2010.
| 1968   | 1975   | 1982   | 1990   | 1999   | 2009   | 2011   | 2014   | 2015   | 2016   |
| ------ | ------ | ------ | ------ | ------ | ------ | ------ | ------ | ------ | ------ |
| 60 799 | 61 354 | 65 407 | 74 024 | 77 153 | 88 745 | 89 874 | 92 189 | 93 057 | 93 576 |

| 2017   | - | - | - | - | - | - | - | - | - |
| ------ | - | - | - | - | - | - | - | - | - |
| 95 116 | - | - | - | - | - | - | - | - | - |